# Kenji Fujimitsu
Modèle:'''Kenji Fujimitsu''' est un athlète japonais, spécialiste du sprint.

## Carrière
Il remporte la médaille de bronze lors des Relais mondiaux 2015 à Nassau, en 38 s 20, avec ses coéquipiers Kazuma Ōseto, Kotaro Taniguchi et Yoshihide Kiryū.
Le 12 août, avec ses compatriotes du relais, il remporte la médaille de bronze des championnats du monde de Londres en 38 s 04, derrière le Royaume-Uni (37 s 47) et les États-Unis (38 s 52).

## Palmarès
| Date | Compétition                    | Lieu           | Résultat | Épreuve       | Temps         |
| ---- | ------------------------------ | -------------- | -------- | ------------- | ------------- |
| 2003 | Championnats du monde jeunesse | Sherbrooke     | 3e       | Relais medley | 1 min 53 s 11 |
| 2007 | Championnats d’Asie            | Amman          | 1er      | 200 m         | 20 s 85       |
| 2009 | Championnats du monde          | Berlin         | 4e       | 4 × 100 m     | 38 s 30       |
| 2009 | Championnats d’Asie            | Canton (Chine) | 1er      | 4 × 100 m     | 39 s 01       |
| 2009 | Championnats d’Asie            | Canton (Chine) | 1er      | 4 × 400 m     | 3 min 4 s 13  |
| 2009 | Jeux de l’Asie de l’Est        | Hong Kong      | 1er      | 200 m         | 20 s 91       |
| 2009 | Jeux de l’Asie de l’Est        | Hong Kong      | 2e       | 4 × 100 m     | 39 s 40       |
| 2010 | Coupe continentale             | Split          | 5e       | 200 m         | 20 s 80       |
| 2010 | Coupe continentale             | Split          | 2e       | 4 × 100 m     | 39 s 28       |
| 2010 | Jeux asiatiques                | Canton (Chine) | 2e       | 200 m         | 20 s 74       |
| 2010 | Jeux asiatiques                | Canton (Chine) | 2e       | 4 × 400 m     | 3 min 2 s 43  |
| 2013 | Championnats du monde          | Moscou         | 6e       | 4 × 100 m     | 38 s 39       |
| 2014 | Jeux asiatiques                | Incheon        | 1re      | 4 × 400 m     | 3 min 1 s 88  |
| 2015 | Relais mondiaux de l'IAAF      | Nassau         | 3e       | 4 × 100 m     | 38 s 20       |
| 2017 | Championnats du monde          | Londres        | 3e       | 4 x 100 m     | 38 s 04       |
| 2019 | Relais mondiaux de l'IAAF      | Yokohama       | 5e       | 4 x 200 m     | 1 min 22 s 67 |

## Records
| Épreuve | Performance | Vent                            | Lieu         | Date                         |
| ------- | ----------- | ------------------------------- | ------------ | ---------------------------- |
| 100 m   | 10 s 28     | (+2.0 m/s) (+0.7 m/s) (0.0 m/s) | Fuse Isahaya | 29 juin 2014 19 octobre 2014 |
| 200 m   | 20 s 13     | (0.0 m/s)                       | Lucerne      | 14 juillet 2015              |
| 400 m   | 46 s 80     |                                 | Machida      | 11 avril 2009                |